# Людина з двома мозками
«Людина з двома мозками» (англ. «The Man with Two Brains») — фантастична американська комедія 1983 року режисера Карла Райнера.

## Сюжет
Геніальний лікар-нейрохірург Майкл Хвахрухер винаходить відгвинчування черепа. Тепер черепну коробку також легко відкрутити, як пробку на пляшці вина. Невтішний вдівець, він рятує пацієнтку Долорес, що потрапила у госпіталь після автомобільної аварії. Молоді люди закохуються один в одного. Вони одружуються, але тут виявляється, що його супутниця життя страшенно жадібна до грошей і вийшла за нього заміж тільки через них. Молодята вирушають на медовий місяць до Відня. Там доктор Хвахрухер виявляє у доктора Альфреда Несесітера мозок жінки, який телепатично зв'язується з ним. Він закохується в мозок загиблої, що знаходиться в лабораторній склянці, і відразу ж починає підшукувати для нього нове тіло. Незабаром у нього виникає ідея пересадити цей мозок в досконале тіло Долорес.

## У ролях
- Стів Мартін — доктор Майкл Хвахрухер
- Кетлін Тернер — Долорес Бенедикт
- Девід Ворнер — доктор Альфред Несесітер
- Пол Бенедікт — дворецький
- Річард Брестофф — доктор Пастер
- Джеймс Кромвелл — агент з продажу нерухомості
- Джордж Ферт — Таймон
- Пітер Хоббс — доктор Брендон
- Ерл Боен — доктор Фелікс Конрад
- Джеффрі Комбс — доктор Джонс